# Holger Behrendt
Holger Behrendt (Schönebeck, 29 januari 1964) is een Duits turner. 
Behrendt won met de Oost-Duitse ploeg de bronzen medaille tijdens de wereldkampioenschappen 1985 in de landenwedstrijd, twee jaar later in Rotterdam won Behrend wederom de bronzen medaille in de landenwedstrijd alsmede aan de rekstok.
Tijdens de Olympische Zomerspelen 1988 in Seoel won Behrendt gedeeld met Dmitri Bilozertsjev de gouden medaille aan de ringen, in de landenwedstrijd won Behrendt met de Oost-Duitse ploeg de zilveren medaille en individueel de bronzen medaille aan de rekstok.

## Resultaten

### Olympische Zomerspelen
| Jaar | Plaats | Resultaten                                                       |
| ---- | ------ | ---------------------------------------------------------------- |
| 1988 | Seoel  | aan de ringen aan de landenwedstrijd aan de rekstok 5e op sprong |

### Wereldkampioenschappen turnen
| Jaar | Plaats    | Resultaten                             |
| ---- | --------- | -------------------------------------- |
| 1985 | Montreal  | in de landenwedstrijd                  |
| 1987 | Rotterdam | in de landenwedstrijd · aan de rekstok |

1896: Ioannis Mitropoulos ·
1904: Herman Glass ·
1924: Francesco Martino ·
1928: Leon Štukelj ·
1932: George Gulack ·
1936: Alois Hudec ·
1948: Karl Frei ·
1952: Grant Sjaginjan ·
1956: Albert Azarjan ·
1960: Albert Azarjan ·
1964: Takuji Hayata ·
1968: Akinori Nakayama ·
1972: Akinori Nakayama ·
1976: Nikolaj Andrianov ·
1980: Aleksandr Ditjatin ·
1984: Koji Gushiken, Li Ning ·
1988: Holger Behrendt, Dmitri Bilozertsjev ·
1992: Vitali Tsjerbo ·
1996: Jury Chechi ·
2000: Szilveszter Csollány ·
2004: Dimosthenis Tampakos ·
2008: Chen Yibing · 
2012: Arthur Zanetti · 
2016: Eleftherios Petrounias · 
2020: Liu Yang · 
2024: Liu Yang